# Iptar-Sin
Iptar-Sin (auch Ibtar-Sin) regierte von etwa 1641 bis 1630 v. Chr. als assyrischer König (Chronologien der altorientalischen Geschichtsschreibung). Nach der assyrischen Königsliste betrug seine Amtszeit als 51. assyrischer König neun Jahre (in manchen Quellen jedoch auch zwölf Jahre). Er war Sohn des Šarma-Adad I. Nachfolger wurde sein Sohn Bazaia.
| Vorgänger     | Amt                                 | Nachfolger |
| ------------- | ----------------------------------- | ---------- |
| Šarma-Adad I. | Assyrischer König 1661–1650 v. Chr. | Bazaia     |